# 吴国华 (1948年)
吴国华（1948年3月—），男，汉族，浙江杭州人，中华人民共和国政治人物，曾任中国民主建国会中央委员会常务委员，浙江省政协副主席，浙江省人大常委会副主任。
2002年12月，中国民主建国会第八次全国代表大会在北京召开，并选举产生第八届中央委员会，他当选常务委员。